# Havara
Havara je staroegipčansko arheološko najdišče južno od Fajuma, znanega tudi kot Krokodilopolis, Arsinoe in Medinet al-Faijum. Najdišče je na vhodu v depresijo Fajumske oaze. 
Prvi raziskovalec Havare je bil Karl Lepsius leta 1843. Leta 1888 jo je raziskoval William Flinders Petrie in odkril papiruse iz 1. in 2. stoletja n. št. Na obsežni nekropoli severno od piramide je odkril 146 portretov na krstah iz rimskega obdobja. Portreti spadajo med zelo redke ohranjene barvne portrete iz klasične antike. 
Zadnji močni vladar Dvanajste dinastije, ki je zgradil piramido v Havari, je bil Amenemhet III. Zgradil je tudi Črno piramido v Dahšurju, v kateri je verjetno pokopan. V Havari je približno 2 km južno od Amenemhetove piramide tudi nedotaknjena piramida/grobnica njegove hčerke Neferu-Ptah.
Za piramide iz Srednjega kraljestva, zgrajene po Amenemhetu II., je značilno, da je bilo njihovo jedro s pogrebnimi komorami in hodniki obzidano z blatnimi zidaki, obloženimi z apnenčastimi bloki.  Večino apnenčastih oblog so  kasneje  plenilci uporabili za druge gradnje. To se je zgodilo večini staroegipčanskih piramid, zato je od njih ostal samo kup erodiranih blatnih zidakov. Enako se je dogajalo tudi s templji, od katerih so ostali samo temelji in kup kršja. 
Dostop do pogrebne sobe Amenemhetove piramide sta ovirala  dva apnenčasta zaporna bloka, težka po 20 ton, vmesna lesena vrata in slepi hodniki, zasuti z blatom in kamenjem. Petrie je odkril, da noben zaporni blok ni zdrsnil na svoje mesto in zaprl hodnika, vrata pa so bila odprta. Takšno stanje lahko kaže na malomarnost pogrebnikov, namero, da se v grobnici pokoplje še kdo drug, ali namero, da se olajša dostop roparjem grobnice. Nobena domneva ni potrjena. 
Pogrebna soba je zgrajena iz monolita kvarcita, spuščenega v večjo komoro, obloženo z apnencem. Monolit je po Petriejevem mnenju tehtal okoli 110 ton. Komora je pokrita s tremi ploščami iz kvarcita, težkimi po 45 ton. Nad pogrebno komoro sta bili dve razbremenilni komori s koničastim stropom iz apnenčastih plošč, težkih 50 ton. Nad njim je bil ogromen, meter debel obok iz zidakov, ki je podpiral jedro piramide.
Vhod v piramido je zdaj poplavljen do globine 6 m. Voda priteka iz Bahr Yusufovega kanala, ki z dveh strani obdaja najdišče in je od piramide oddaljen samo 30 m. 
Ogromen pogrebni tempelj, ki je stal ob piramidi, je verjetno tvoril jedro kompleksa zgradb z galerijami in dvorišči, ki ga je Herodot imenoval 'labirint'. Omenjata ga tudi Strabon in Diodor Sicilski. Za Diodorjevo trditev, da je služil za zgled za Minotavrov labirint na Kreti, ni nobenega dokaza. Uničenje havarskega templja se je začelo verjetno med vladanjem Ptolemaja II. Filadelfa, ki je kraljevsko mesto Šedit (Krokodilopolis) po svoji sestri/ženi preimenovalo v Arsinoë. Ptolemaj je za svoj obsežen program gradenj v Arsinoji potreboval veliko gradiva, ki ga je našel v zgradbah is Srednjega kraljestva v Havari. 
V tempeljskem kompleksu v Havari je gradila tudi kraljica Sobekneferu, zadnja vladarka Dvanajste dinastije. 
Med odkritji Flindersa Petrieja so bili tudi papirusi, vključno s tistim, ki je vseboval prvo in drugo knjigo Iliade. Slednji je zdaj v Bodleianovi knjižnici v Oxfordu.
- Piramida iz apnenca, za katero je Petrie domneval, da je služila za model Havarske piramide; Havara, Egipt, zdaj Petriejev muzej egipčanske arheologije, London
- Labirint, žgalni oltar; del friza, Havara, zdaj Petriejev muzej egipčanske arheologije, London
- Nagrobnik, napis v gršku uniciali;  Havara, zdaj Petriejev muzej egipčanske arheologije, London
- Obesek z lesene krste mumije z napisom s črnim črnilom, imsko obdobje; Havara, zdaj Petriejev muzej egipčanske arheologije, London
- Eden od fajumskih portretov mumij